# Hugo Ayala
Hugo Ayala Castro  (31 de março de 1987) é um ex-futebolista mexicano.

## Carreira
Foi convocado para defender a Seleção Mexicana de Futebol na Copa do Mundo de 2018.